# UEFA Champions League 1993/94

Das Olympiastadion Athen (2004)

Die UEFA Champions League 1993/94 war die 2. Spielzeit des wichtigsten europäischen Wettbewerbs für Vereinsmannschaften im Fußball unter dieser Bezeichnung und die 39. insgesamt. Am Wettbewerb nahmen mit 42 Landesmeistern in diesem Jahr eine erneute Rekordzahl teil. Mit Cwmbran Town war erstmals ein Vertreter aus Wales im Landesmeisterwettbewerb am Start, da in der Saison 1992/93 mit der League of Wales dort erstmals eine Meisterschaft ausgetragen wurde. Erstmals nahmen auch Mannschaften aus Georgien, Moldau, Belarus und Kroatien als Vertreter neuer Nachfolgestaaten der Sowjetunion und Jugoslawiens teil. Titelverteidiger Olympique Marseille durfte wegen einer einjährigen Sperre aufgrund des Bestechungsskandal in der Vorsaison nicht antreten. Das Finale fand am 18. Mai 1994 im Olympiastadion in Athen statt.

## Modus
In dieser Saison gab es Änderungen zur Vorsaison. Im Anschluss an die Gruppenphase gab es ein Halbfinale, in dem die beiden Erst- und Zweitplatzierten beider Gruppen über Kreuz aufeinander trafen. Die zwei Sieger zogen ins Finale.

## Vorrunde
Die Hinspiele fanden am 18./19./22. August, die Rückspiele am 1./2. September 1993 statt.
|                     | Gesamt            |                       | Hinspiel | Rückspiel |
| ------------------- | ----------------- | --------------------- | -------- | --------- |
| HJK Helsinki        | 2:1               | FC Norma Tallinn      | 1:1      | 1:0       |
| Ekranas Panevėžys   | 0:2               | FC Floriana           | 0:1      | 0:1       |
| B68 Toftir          | 00:11             | Croatia Zagreb        | 0:5      | 0:6       |
| Skonto Riga         | 1:1 (11:10 i. E.) | NK Olimpija Ljubljana | 0:1      | 1:0 n. V. |
| Cwmbran Town        | (a)4:4(a)         | Cork City             | 3:2      | 1:2       |
| Dinamo Tiflis       | (1)3:2(1)         | Linfield FC           | 2:1      | 1:1       |
| FC Avenir Beggen    | 0:3               | Rosenborg Trondheim   | 0:2      | 0:1       |
| Omonia Nikosia      | 2:3               | FC Aarau              | 2:1      | 0:2       |
| Zimbru Chișinău     | 1:3               | Beitar Jerusalem      | 1:1      | 0:2       |
| FK Partizani Tirana | 0:3               | ÍA Akranes            | 0:0      | 0:3       |

## 1. Runde
Die Hinspiele fanden am 15., die Rückspiele am 29. September 1993 statt.
|                      | Gesamt    |                     | Hinspiel  | Rückspiel |
| -------------------- | --------- | ------------------- | --------- | --------- |
| Steaua Bukarest      | (a)4:4(a) | Croatia Zagreb      | 1:2       | 3:2       |
| Rosenborg Trondheim  | 4:5       | FK Austria Wien     | 3:1       | 1:4       |
| FC Porto             | 2:0       | FC Floriana         | 2:0       | 0:0       |
| Skonto Riga          | 0:9       | Spartak Moskau      | 0:5       | 0:4       |
| FC Aarau             | 0:1       | AC Mailand          | 0:1       | 0:0       |
| Dynamo Kiew          | 4:5       | FC Barcelona        | 3:1       | 1:4       |
| AS Monaco            | 2:1       | AEK Athen           | 1:0       | 1:1       |
| Honvéd Budapest      | 3:5       | Manchester United   | 2:3       | 1:2       |
| Glasgow Rangers      | (a)4:4(a) | Lewski-1913 Sofia   | 3:2       | 1:2       |
| AIK Solna            | 1:2       | Sparta Prag         | 1:0       | 0:2       |
| Lech Posen           | 7:2       | Beitar Jerusalem    | 3:0       | 4:2       |
| Galatasaray Istanbul | 3:1       | Cork City           | 2:1       | 1:0       |
| HJK Helsinki         | 0:6       | RSC Anderlecht      | 0:3       | 0:3       |
| ÍA Akranes           | 1:3       | Feyenoord Rotterdam | 1:0       | 0:3       |
| Werder Bremen        | 6:3       | FK Dinamo Minsk     | (2)5:2(2) | 1:1       |
| Linfield FC          | 3:4       | FC Kopenhagen       | 3:0       | 0:4 n. V. |

## 2. Runde
Die Hinspiele fanden am 20. Oktober, die Rückspiele am 3. November 1993 statt.
|                   | Gesamt    |                      | Hinspiel | Rückspiel |
| ----------------- | --------- | -------------------- | -------- | --------- |
| FC Porto          | 1:0       | Feyenoord Rotterdam  | 1:0      | 0:0       |
| AS Monaco         | 4:2       | Steaua Bukarest      | 4:1      | 0:1       |
| Lewski-1913 Sofia | 2:3       | Werder Bremen        | 2:2      | 0:1       |
| FC Kopenhagen     | 0:7       | AC Mailand           | 0:6      | 0:1       |
| Sparta Prag       | 2:5       | RSC Anderlecht       | 0:1      | 2:4       |
| Manchester United | (a)3:3(a) | Galatasaray Istanbul | 3:3      | 0:0       |
| Lech Posen        | 2:7       | Spartak Moskau       | 1:5      | 1:2       |
| FC Barcelona      | 5:1       | FK Austria Wien      | 3:0      | 2:1       |

## Gruppenphase

### Gruppe A
| Pl. | Verein               | Sp. | S | U | N | Tore    | Diff. | Punkte |
| --- | -------------------- | --- | - | - | - | ------- | ----- | ------ |
| 1.  | FC Barcelona         | 6   | 4 | 2 | 0 | 013:300 | +10   | 10:20  |
| 2.  | AS Monaco            | 6   | 3 | 1 | 2 | 009:400 | +5    | 07:50  |
| 3.  | Spartak Moskau       | 6   | 1 | 3 | 2 | 006:120 | −6    | 05:70  |
| 4.  | Galatasaray Istanbul | 6   | 0 | 2 | 4 | 001:100 | −9    | 02:10  |

| 24. November 1993    |     |                                                 |
| Galatasaray Istanbul | 0:0 | FC Barcelona \|Ali-Sami-Yen-Stadion             |
| AS Monaco            | 4:1 | Spartak Moskau \|Stade Louis II                 |
| 8. Dezember 1993     |     |                                                 |
| FC Barcelona         | 2:0 | AS Monaco \|Camp Nou                            |
| Spartak Moskau       | 0:0 | Galatasaray Istanbul \|Olympiastadion Luschniki |
| 2. März 1994         |     |                                                 |
| Spartak Moskau       | 2:2 | FC Barcelona \|Olympiastadion Luschniki         |
| AS Monaco            | 3:0 | Galatasaray Istanbul \|Stade Louis II           |
| 16. März 1994        |     |                                                 |
| FC Barcelona         | 5:1 | Spartak Moskau \|Camp Nou                       |
| Galatasaray Istanbul | 0:2 | AS Monaco \|Ali-Sami-Yen-Stadion                |
| 30. März 1994        |     |                                                 |
| FC Barcelona         | 3:0 | Galatasaray Istanbul \|Camp Nou                 |
| Spartak Moskau       | 0:0 | AS Monaco \|Olympiastadion Luschniki            |
| 13. April 1994       |     |                                                 |
| AS Monaco            | 0:1 | FC Barcelona \|Stade Louis II                   |
| Galatasaray Istanbul | 1:2 | Spartak Moskau \|Ali-Sami-Yen-Stadion           |

### Gruppe B
| Pl. | Verein         | Sp. | S | U | N | Tore    | Diff. | Punkte |
| --- | -------------- | --- | - | - | - | ------- | ----- | ------ |
| 1.  | AC Mailand     | 6   | 2 | 4 | 0 | 006:200 | +4    | 08:40  |
| 2.  | FC Porto       | 6   | 3 | 1 | 2 | 010:600 | +4    | 07:50  |
| 3.  | Werder Bremen  | 6   | 2 | 1 | 3 | 011:150 | −4    | 05:70  |
| 4.  | RSC Anderlecht | 6   | 1 | 2 | 3 | 005:900 | −4    | 04:80  |

| 24. November 1993   |     |                                               |
| RSC Anderlecht      | 0:0 | AC Mailand \|Constant-Vanden-Stock-Stadion    |
| FC Porto            | 3:2 | Werder Bremen \|Estádio das Antas             |
| 1./8. Dezember 1993 |     |                                               |
| AC Mailand          | 3:0 | FC Porto \|Giuseppe-Meazza-Stadion            |
| Werder Bremen       | 5:3 | RSC Anderlecht \|Weserstadion                 |
| 2. März 1994        |     |                                               |
| AC Mailand          | 2:1 | Werder Bremen \|Giuseppe-Meazza-Stadion       |
| RSC Anderlecht      | 1:0 | FC Porto \|Constant Vanden Stock-Stadion      |
| 16. März 1994       |     |                                               |
| Werder Bremen       | 1:1 | AC Mailand \|Weserstadion                     |
| FC Porto            | 2:0 | RSC Anderlecht \|Estádio das Antas            |
| 30. März 1994       |     |                                               |
| AC Mailand          | 0:0 | RSC Anderlecht \|Giuseppe-Meazza-Stadion      |
| Werder Bremen       | 0:5 | FC Porto \|Weserstadion                       |
| 13. April 1994      |     |                                               |
| FC Porto            | 0:0 | AC Mailand \|Estádio das Antas                |
| RSC Anderlecht      | 1:2 | Werder Bremen \|Constant Vanden Stock-Stadion |

## K.-o.-Phase

### Halbfinale
Die Halbfinalspiele fanden am 27. April 1994 statt.
|              | Ergebnis |           |
| ------------ | -------- | --------- |
| FC Barcelona | 3:0      | FC Porto  |
| AC Mailand   | 3:0      | AS Monaco |

### Finale
| AC Mailand                             | AC Mailand | FC Barcelona | FC Barcelona |
| -------------------------------------- | --- | --- | ------------ |
| AC Mailand                             | \| 18. Mai 1994 in Athen (Olympiastadion) \| \| Ergebnis: 4:0 (2:0) \| \| Zuschauer: 70.000 \| \| Schiedsrichter: Philip Don ( England) \| | \| 18. Mai 1994 in Athen (Olympiastadion) \| \| Ergebnis: 4:0 (2:0) \| \| Zuschauer: 70.000 \| \| Schiedsrichter: Philip Don ( England) \| | FC Barcelona |
| AC Mailand                             | Sebastiano Rossi – Mauro Tassotti , Filippo Galli, Paolo Maldini (83. Stefano Nava), Christian Panucci – Marcel Desailly, Demetrio Albertini – Zvonimir Boban, Dejan Savićević, Roberto Donadoni – Daniele Massaro Cheftrainer: Fabio Capello | Andoni Zubizarreta – Albert Ferrer, Miguel Ángel Nadal, Ronald Koeman, Sergi Barjuán (72. Quique Estebaranz) – Pep Guardiola, José Mari Bakero , Guillermo Amor – Txiki Begiristain (51. Eusebio Sacristán), Romário, Christo Stoitschkow Cheftrainer: Johan Cruyff ( Niederlande) | FC Barcelona |
| AC Mailand                             | 1:0 Daniele Massaro (22.) 2:0 Daniele Massaro (45.) 3:0 Dejan Savićević (47.) 4:0 Marcel Desailly (58.) | | FC Barcelona |
| AC Mailand                             | Tassotti (35.), Massaro (45.), Albertini (53.), Panucci (88.) | Stoitschkow (24.), Bakero (48.), Nadal (54.), Sergi (55.), Ferrer (58.) | FC Barcelona |
| 18. Mai 1994 in Athen (Olympiastadion) | | |              |
| Ergebnis: 4:0 (2:0)                    | | |              |
| Zuschauer: 70.000                      | | |              |
| Schiedsrichter: Philip Don ( England)  | | |              |

## Beste Torschützen
| Rang | Spieler             | Klub           | Tore |
| ---- | ------------------- | -------------- | ---- |
| 1    | Ronald Koeman       | FC Barcelona   | 8    |
|      | Wynton Rufer        | Werder Bremen  | 8    |
| 3    | Luc Nilis           | RSC Anderlecht | 7    |
|      | Christo Stoitschkow | FC Barcelona   | 7    |
| 5    | Bernd Hobsch        | Werder Bremen  | 5    |
|      | Waleri Karpin       | Spartak Moskau | 5    |
| 7    | Marco Bode          | Werder Bremen  | 4    |
|      | Jürgen Klinsmann    | AS Monaco      | 4    |
|      | Daniele Massaro     | AC Mailand     | 4    |
|      | Wiktor Onopko       | Spartak Moskau | 4    |
|      | Jean-Pierre Papin   | AC Mailand     | 4    |
|      | Nikolai Pissarew    | Spartak Moskau | 4    |
|      | Sergei Rodionow     | Spartak Moskau | 4    |

## Eingesetzte Spieler AC Mailand
| AC Mailand | AC Mailand |
| ---------- | --- |
| AC Mailand | - Tor: Sebastiano Rossi (11/-) - Abwehr: Alessandro Costacurta (11/-); Paolo Maldini (10/1); Franco Baresi (9/-); Mauro Tassotti (9/-); Christian Panucci (7/1); Filippo Galli (6/-); Alessandro Orlando (5/1); Stefano Nava (2/-) - Mittelfeld: Demetrio Albertini (11/1); Roberto Donadoni (8/-); Zvonimir Boban (8/-); Dejan Savićević (7/3); Marcel Desailly (6/2); Angelo Carbone (4/-); Stefano Eranio (3/-); Fernando De Napoli (2/-); Gianluigi Lentini (1/-) - Sturm: Daniele Massaro (11/4); Marco Simone (7/2); Jean-Pierre Papin (6/4); Brian Laudrup (6/1); Florin Răducioiu (2/1); - Trainer: Fabio Capello |

## Schiedsrichter
Die 61 Partien wurden von 52 Referees aus 28 UEFA-Mitgliedsverbänden geleitet. Das Finale pfiff der englische Schiedsrichter Philip Don.
| Name                     | Geboren       | Land         | Spiele |     |   |   | Anmerkung              |
| ------------------------ | ------------- | ------------ | ------ | --- | - | - | ---------------------- |
| António Almeida Marçal   | 27. Aug. 1957 | Portugal     | 1      | 0   | 0 | 0 |                        |
| Angelo Amendolia         | 26. Sep. 1951 | Italien      | 1      | 0   | 0 | 0 |                        |
| Karl-Josef Assenmacher   | 30. Mai 1947  | Deutschland  | 1      | 0   | 0 | 0 |                        |
| Fabio Baldas             | 19. März 1949 | Italien      | 1      | 3   | 0 | 0 |                        |
| Marc Batta               | 1. Nov. 1953  | Frankreich   | 1      | 0   | 0 | 0 |                        |
| John Blankenstein        | 12. Feb. 1949 | Niederlande  | 2      | 3   | 0 | 2 |                        |
| Keith Burge              | 10. Aug. 1950 | Wales        | 1      | 0   | 0 | 0 |                        |
| Andrei Butenko           | 2. Mai 1954   | Russland     | 1      | 0   | 0 | 0 |                        |
| Piero Ceccarini          | 20. Okt. 1953 | Italien      | 2      | 3   | 0 | 0 |                        |
| Ion Crăciunescu          | 27. Aug. 1950 | Rumänien     | 2      | 7   | 0 | 0 |                        |
| Jan Damgaard             | 22. Apr. 1953 | Dänemark     | 1      | 0   | 0 | 0 |                        |
| Manuel Díaz Vega         | 1. Sep. 1954  | Spanien      | 3      | 6   | 0 | 1 |                        |
| Philip Don               | 10. März 1952 | England      | 2      | 9   | 0 | 1 | Leiter des Finalspiels |
| David Elleray            | 3. Sep. 1954  | England      | 2      | 9   | 0 | 2 |                        |
| Mario van der Ende       | 28. März 1956 | Niederlande  | 1      | 3   | 0 | 0 |                        |
| Christer Fällström       | 31. Aug. 1952 | Schweden     | 1      | 0   | 0 | 0 |                        |
| José María García-Aranda | 3. März 1956  | Spanien      | 1      | 0   | 0 | 0 |                        |
| Guy Goethals             | 26. Dez. 1952 | Belgien      | 1      | 0   | 0 | 0 |                        |
| Gerd Grabher             | 2. Nov. 1953  | Österreich   | 2      | 0   | 0 | 0 |                        |
| Rémi Harrel              | 3. Sep. 1954  | Frankreich   | 1      | 0   | 0 | 0 |                        |
| Bernd Heynemann          | 22. Jan. 1954 | Deutschland  | 1      | 2   | 0 | 1 |                        |
| George Ionescu           |               | Rumänien     | 1      | 0   | 0 | 0 |                        |
| Václav Krondl            | 5. Feb. 1953  | Tschechien   | 1      | 0   | 0 | 0 |                        |
| Hellmut Krug             | 19. Mai 1956  | Deutschland  | 2      | 3   | 0 | 0 |                        |
| Antonio López Nieto      | 25. Jan. 1958 | Spanien      | 1      | 0   | 0 | 0 |                        |
| Antonio Martin Navarrete | 15. März 1949 | Spanien      | 1      | 0   | 0 | 0 |                        |
| Jim McCluskey            | 1. Nov. 1950  | Schottland   | 1      | 0   | 0 | 0 |                        |
| Peter Mikkelsen          | 1. Mai 1960   | Dänemark     | 1      | 0   | 0 | 0 |                        |
| Dimitar Momirow          | 8. Juni 1951  | Bulgarien    | 1      | 0   | 0 | 0 |                        |
| Leslie Mottram           | 5. März 1951  | Schottland   | 2      | 5   | 0 | 0 |                        |
| Serge Muhmenthaler       | 20. Mai 1953  | Schweiz      | 3      | 5   | 0 | 0 |                        |
| Kim Milton Nielsen       | 3. Aug. 1960  | Dänemark     | 4      | 6   | 0 | 0 |                        |
| Vasilis Nikakis          | 28. Sep. 1953 | Griechenland | 2      | 0   | 0 | 0 |                        |
| Pierluigi Pairetto       | 15. Juli 1952 | Italien      | 1      | 1   | 1 | 0 |                        |
| Didier Pauchard          | 1. Jan. 1951  | Frankreich   | 1      | 0   | 0 | 0 |                        |
| Rune Pedersen            | 19. Mai 1963  | Norwegen     | 1      | 0   | 0 | 0 |                        |
| Roger Philippi           | 12. Sep. 1952 | Luxemburg    | 1      | 0   | 0 | 0 |                        |
| Freddy Philippoz         |               | Schweiz      | 1      | 0   | 0 | 0 |                        |
| Bujar Pregja             | 10. Apr. 1958 | Albanien     | 1      | 0   | 0 | 0 |                        |
| Zbigniew Przesmycki      | 26. Juli 1951 | Polen        | 1      | 0   | 0 | 0 |                        |
| Sándor Puhl              | 14. Juli 1955 | Ungarn       | 4      | 5   | 0 | 0 |                        |
| John Purcell             | 30. Juni 1949 | Irland       | 1      | 0   | 0 | 0 |                        |
| Joël Quiniou             | 11. Juli 1950 | Frankreich   | 1      | 0   | 0 | 0 |                        |
| Kurt Röthlisberger       | 21. Mai 1951  | Schweiz      | 2      | 2   | 0 | 0 |                        |
| Simo Ruokonen            | 8. Aug. 1948  | Finnland     | 1      | 0   | 0 | 0 |                        |
| Alan Snoody              | 29. März 1955 | Nordirland   | 1      | 0   | 0 | 0 |                        |
| Roman Steindl            | 7. Dez. 1948  | Österreich   | 1      | 0   | 0 | 0 |                        |
| Leif Sundell             | 15. Feb. 1958 | Schweden     | 2      | 2   | 0 | 0 |                        |
| Joseph Timmons           | 5. Jan. 1952  | Schottland   | 1      | 0   | 0 | 0 |                        |
| Frans Van Den Wijngaert  | 19. Okt. 1950 | Belgien      | 1      | 0   | 0 | 0 |                        |
| Sándor Varga             | 4. Juni 1951  | Ungarn       | 1      | 0   | 0 | 0 |                        |
| Wadsim Schuk             | 20. Mai 1952  | Belarus      | 3      | 2   | 0 | 1 |                        |
| Gesamt:                  | Gesamt:       | Gesamt:      | 750    | 760 | 1 | 8 |                        |
| Stand: nach Saisonende   |               |              |        |     |   |   |                        |